# دانيال برايس وايت
دانيال برايس وايت (بالإنجليزية: Daniel Price White)‏ هو سياسي أمريكي، ولد في 16 نوفمبر 1814 في الولايات المتحدة، وتوفي بنفس المكان في 12 أبريل 1890.